# Nanhuangcheng Dao
Nanhuangcheng Dao är en ö i Kina. Den ligger i provinsen Shandong, i den östra delen av landet, omkring 390 kilometer nordost om provinshuvudstaden Jinan. Arean är 1,9 kvadratkilometer. Den sträcker sig 3,0 kilometer i nord-sydlig riktning, och 2,0 kilometer i öst-västlig riktning.
Genomsnittlig årsnederbörd är 776 millimeter. Den regnigaste månaden är juli, med i genomsnitt 367 mm nederbörd, och den torraste är december, med 6 mm nederbörd.